# Балка Лозовата
Балка Лозовата, Лозувата (рос. Б. Лозоватая) — балка (річка) в Україні у Запорізькому й Синельниківському районах Запорізької й Дніпропетровської областей. Права притока річки Середньої Терси (басейн Дніпра).

## Опис
Довжина балки приблизно 8,73 км, найкоротша відстань між витоком і гирлом — 7,88 км, коефіцієнт звивистості річки — 1,11. Формується декількома балками та загатами. На деяких ділянках балка пересихає.

## Розташування
Бере початок у селі Трудолюбівка. Тече переважно на північний захід понад селом Широке й на південній околиці села Великомихайлівки впадає в річку Середню Терсу, праву притоку річки Нижньої Терси.

## Цікаві факти
- У XX столітті на балці існували 2 газгольдери та декілька газових свердловин[3].